# Erinaceusyllis barbarae
Erinaceusyllis barbarae is een borstelworm uit de familie Syllidae. De soort werd voor het eerst wetenschappelijk beschreven door Langeneck, Musco en Castelli in 2018.

## Kenmerken
Het lichaam van de worm bestaat uit een kop, een cilindrisch, gesegmenteerd lichaam en een staartstukje. De kop bestaat uit een prostomium (gedeelte voor de mondopening) en een peristomium (gedeelte rond de mond) en draagt gepaarde aanhangsels (palpen, antennen en cirri).